# Beatyfikowani i kanonizowani przez Piusa X
Beatyfikowani i kanonizowani przez Piusa X – lista błogosławionych i świętych wyniesionych na ołtarze w czasie pontyfikatu papieża Piusa X.
Papież Pius X beatyfikował 22 i kanonizował 4 osoby.
Poniższe tabele przedstawią listę osób beatyfikowanych/kanonizowanych przez papieża Piusa X w poszczególnych latach pontyfikatu.

## I rok pontyfikatu
| Wyniesieni na ołtarze                | Data beatyfikacji | Data kanonizacji |
| ------------------------------------ | ----------------- | ---------------- |
| Jan z Vercelli (zatwierdzenie kultu) | 1903              | —                |

## II rok pontyfikatu
| Wyniesieni na ołtarze | Data beatyfikacji                           | Data kanonizacji                   |
| --------------------- | ------------------------------------------- | ---------------------------------- |
| Aleksander Sauli      | 23 kwietnia 1741(dts) (przez Benedykta XIV) | 11 grudnia 1904(dts)               |
| Gerard Majella        | 29 stycznia 1893(dts) (przez Leona XIII)    | 11 grudnia 1904(dts)               |
| Stefan Bellesini      | 27 grudnia 1904(dts)                        | —                                  |
| Agatanioł z Vendôme   | 1 stycznia 1905(dts)                        | —                                  |
| Jan Maria Vianney     | 8 stycznia 1905(dts)                        | 31 maja 1925(dts) (przez Piusa XI) |
| Kasjan z Nantes       | 27 kwietnia 1905(dts)                       | —                                  |

## III rok pontyfikatu
| Wyniesieni na ołtarze                                     | Data beatyfikacji    | Data kanonizacji                           |
| --------------------------------------------------------- | -------------------- | ------------------------------------------ |
| Julia Billiart                                            | 13 maja 1906(dts)    | 22 czerwca 1969(dts) (przez Pawła VI)      |
| męczennicy z Wietnamu: Hieronim Hermosilla i 8 towarzyszy | 20 maja 1906(dts)    | 19 czerwca 1988(dts) (przez Jana Pawła II) |
| 16 karmelitanek z Compiègne                               | 27 maja 1906(dts)    | 18 grudnia 2024(dts) (przez Franciszka)    |
| Bonawentura z Barcelony                                   | 10 czerwca 1906(dts) | —                                          |

## V rok pontyfikatu
| Wyniesieni na ołtarze                        | Data beatyfikacji | Data kanonizacji                       |
| -------------------------------------------- | ----------------- | -------------------------------------- |
| Maria Magdalena Postel                       | 17 maja 1908(dts) | 24 maja 1925(dts) (przez Piusa XI)     |
| Magdalena Zofia Barat                        | 17 maja 1908(dts) | 24 maja 1925(dts) (przez Piusa XI)     |
| Gabriel Possenti                             | 17 maja 1908(dts) | 13 maja 1920(dts) (przez Benedykta XV) |
| Krystyna ze Stommeln (zatwierdzenie kultu)   | 17 maja 1908(dts) | —                                      |
| Wiwald z San Gimignano (zatwierdzenie kultu) | 17 maja 1908(dts) | —                                      |

## VI rok pontyfikatu
| Wyniesieni na ołtarze                                         | Data beatyfikacji                           | Data kanonizacji                               |
| ------------------------------------------------------------- | ------------------------------------------- | ---------------------------------------------- |
| Joanna d’Arc                                                  | 18 kwietnia 1909(dts)                       | 16 czerwca 1920(dts) (przez Benedykta XV)      |
| Jan Eudes                                                     | 25 kwietnia 1909(dts)                       | 31 maja 1925(dts) (przez Piusa XI)             |
| Męczennicy z Chin: Agata Lin Zhao i 13 towarzyszy             | 2 maja 1909(dts)                            | 1 października 2000(dts) (przez Jana Pawła II) |
| Męczennicy z Wietnamu: Agnieszka Lê Thị Thành i 19 towarzyszy | 2 maja 1909(dts)                            | 19 czerwca 1988(dts) (przez Jana Pawła II)     |
| Klemens Maria Hofbauer                                        | 29 stycznia 1888(dts) (przez Leona XIII)    | 20 maja 1909(dts)                              |
| Józef Oriol                                                   | 21 września 1806(dts) (przez Benedykta XIV) | 20 maja 1909(dts)                              |

## VIII rok pontyfikatu
| Wyniesieni na ołtarze                 | Data beatyfikacji    | Data kanonizacji |
| ------------------------------------- | -------------------- | ---------------- |
| Jakub z Viterbo (zatwierdzenie kultu) | 14 czerwca 1911(dts) | —                |